# Додда е

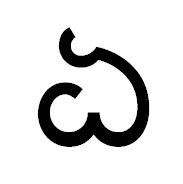
Додда е

Додда е (большое е), дирга свара е, екараву (канн. ಏಕಾರವು) — буква алфавита каннада, обозначает долгий (дирга свара) неогубленный гласный переднего ряда средне-верхнего подъёма, используется в начале слова, внутри слова передаётся с помощью внутристрочного контактного диакритического знака (сварачихнам) етва дирга, который пишется в правом верхнем углу буквы. В отличие от гудису дирга, етва пишется вместе с талекатту и не зависит от формы буквы (не имеет сегментообразного варианта написания). Вначале слова екараву произносится с призвуком "Й".

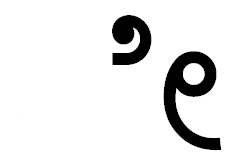
Етва дирга